# Нитин
Нитин Кумар Редди (англ. Nithin Kumar Reddy, телугу నితిన్ కుమార్ రెడ్డి, более известный под мононимом Нитин; род. 30 марта 1983 года) — индийский актёр, снимающийся в основном в фильмах на языке телугу. В 2003 году был награждён Filmfare Awards South за лучший дебют.

## Биография
Нитин родился 30 марта 1983 года в Хайдарабаде в семье продюсера Субхакара Редди и его жены Видхьи. У актёра есть сестра Никита, также кинопродюсер.
Нитин дебютировал в кино в 2002 году с фильмом Jayam вместе с Садхой и Гопичандом. Фильм стал хитом,
а актёр был награждён Filmfare Awards South за лучший дебют.
Успех в прокате среди его ранних фильмов также имели Dil (2003) В.В. Винайяка с Нехой Бамб и «Вызов» (2004) С. С. Раджамаули с Женелией де Соуза.
Другой фильм 2004 года, Sri Anjaneyam, обернулся провалом.
После этого у него несколько лет не было стоящих работ.
В 2009 году актёр попробовал свои силы в Болливуде, снявшись в фильме ужасов Рама Гопала Вармы Agyaat. Картина не имела успеха в кассе и получила смешанные и негативные отзывы критиков, Таран Адарш из Bollywood Hungama заметил, что «его самоуверенное выступление делает его актёром, которого стоит остерегаться в дальнейшем».
Другие его фильмы, вышедшие в этом году, Drona и Rechipo также не имели успеха.
В своём отзыве на последний Радхика Раджамани из Rediff.com написала, что даже старания актёра не могли компенсировать слабый сценарий.
Следующий фильм Seetharamula Kalyanam, вышедший в 2010 году, собрал среднюю кассу. Харша Вардхан из Rediff.com счёл его довольно интересным, а актёрские навыки Нитина — улучшившимися.
Наконец, спустя восемь лет после последнего хита, Нитин вновь добился успеха с выходом фильма Викрама Кумара «Знакомство».
Актёр исполнил роль беззаботного парня Рахула, чья история любви с героиней Нитьи Менон осложняется давней враждой с её братом. В этом фильме Нитин впервые выступил в качестве закадрового исполнителя, исполнив песню «Lachhamma» вместе с профессиональными певцами. Роль Рахула принесла ему первую номинацию на Filmfare Awards South в категории «Лучший актёр»,
критики же отметили улучшение его игры.
Ещё более успешным стал второй опыт совместной работы с Нитьей, фильм «Волнение сердца» 2013 года. Актёр исполнил роль парня, который пытается добиться любви девушки по телефону, не зная, что набирает неправильный номер. Нитин вновь задействовал свой голос во время записи саундтрека и был номинирован на премию Filmfare,
хотя согласно Картику Пасупате из The Times of India исполнил свою роль нехарактерно слабо.
Начало 2014 года ознаменовалось выходом на экраны фильма Пури Джаганнатха Heart Attack с Адой Шармой в качестве героини, в котором актёр исполнил роль хиппи с нетрадиционными для Индии взглядами на любовь.
Фильм получил смешанные отзывы критиков и собрал среднюю кассу.
Другим фильмом этого года стал Chinnadana Nee Kosam Карунакарана. В своём отзыве на него Раджани Раджендра из The Hindu написала: «с точки зрения игры, Нитин проделал хорошую работу и показал некоторые интересные танцевальные движения».
Затем Нитин приступил к съёмкам Courier Boy Kalyan — телужской версии дебютного фильма режиссёра Премсаи с Ями Гаутам в главной женской роли.
Фильм получил негативные и умеренные отзывы критиков, но его исполнение роли было названо одним из плюсов фильма.
В это же время завершились съёмки фильма A.. Aa Тривикрама Шриниваса, где он снялся вместе с Самантой.
Актёр также вместе со своим отцом занимался выпуском дебютного фильма Акхила Аккинени как продюсер.

## Фильмография
| Год  |   | Русское название         | Оригинальное название                       | Роль               |
| ---- | - | ------------------------ | ------------------------------------------- | ------------------ |
| 2002 | ф | Победа любви             | Jayam                                       | Венкат             |
| 2003 | ф |                          | Dil                                         | Сину               |
| 2003 | ф |                          | Sambaram                                    | Рави               |
| 2004 | ф | Шри Анджанейя            | Sri Anjaneyam                               | Энджи              |
| 2004 | ф | Вызов                    | Sye                                         | Прутви             |
| 2005 | ф |                          | Allari Bullodu                              | Раджу и Мунна      |
| 2005 | ф |                          | Dhairyam                                    | Сину               |
| 2006 | ф | Рам                      | Raam                                        | Рам                |
| 2007 | ф | Обманщик                 | Takkari                                     | Тирупати           |
| 2008 | ф | Игрок                    | Aatadista                                   | Джаган / Чинна     |
| 2008 | ф | Победа                   | Victory                                     | Видджи             |
| 2008 | ф | Герой                    | Hero                                        | Радхакришна        |
| 2009 | ф | Дрона                    | Drona                                       | Дрона              |
| 2009 | ф |                          | Agyaat (хинди)                              | Суджал             |
| 2009 | ф | Кража                    | Rechipo                                     | Шива               |
| 2010 | ф | Свадьба Ситы и бога Рама | Seetharamula Kalyanam                       | Чандрашекхар Редди |
| 2011 | ф | Мааро: Непреклонный      | Maaro                                       | Сатьянараяна Мурти |
| 2012 | ф | Знакомство / Страсть     | Ishq                                        | Рахул              |
| 2013 | ф | Волнение сердца          | Gunde Jaari Gallanthayyinde                 | Картик             |
| 2014 | ф | Сердцем к сердцу         | Heart Attack                                | Варун              |
| 2014 | ф |                          | Chinnadana Nee Kosam                        | Нитин              |
| 2015 | ф |                          | Courier Boy Kalyan                          | Кальян             |
| 2016 | ф |                          | A.. Aa - Anasuya Ramalingam Vs Anand Vihari | Ананд Вихари       |
| 2017 | ф |                          | LIE                                         | Сатьям             |
| 2018 | ф |                          | Chal Mohan Ranga                            | Мохан Ранга        |
| 2018 | ф | Свадьба Шриниваса        | Srinivasa Kalyanam                          | Шринивас           |